# 第一種感染症指定医療機関
第一種感染症指定医療機関（だいいっしゅかんせんしょうしていいりょうきかん）とは、感染症の予防及び感染症の患者に対する医療に関する法律で定められた一類感染症（エボラ出血熱、天然痘、ペスト等）、および二類感染症（結核、SARS、MERS等）の患者に対する日本の医療機関。都道府県知事が指定する。
日本全国に計56医療機関（計112床）ある。

## 一覧
以下、2021年（令和3年）10月1日現在

### 北海道
- 市立札幌病院	2床

### 東北
青森県
- 青森県立中央病院 1床

岩手県
- 盛岡市立病院	2床

宮城県
- 東北大学病院	2床

秋田県
- 秋田大学医学部附属病院	2床

山形県
- 山形県立中央病院 2床

福島県
- 福島県立医科大学附属病院 2床

### 関東
茨城県
- JAとりで総合医療センター 2床

栃木県
- 自治医科大学附属病院 1床

群馬県
- 群馬大学医学部附属病院 2床

埼玉県
- 埼玉医科大学病院 2床
- 防衛医科大学校病院 9床

千葉県
- 成田赤十字病院 1床
- 国際医療福祉大学成田病院 2床

東京都
- 東京都立駒込病院 2床
- 東京都立墨東病院 2床
- 東京都保健医療公社荏原病院 2床
- 自衛隊中央病院 2床

神奈川県
- 横浜市立市民病院 2床

### 中部
新潟県
- 新潟市民病院	2床

富山県
- 富山県立中央病院 2床

石川県
- 石川県立中央病院 2床

福井県
- 福井県立病院	2床

山梨県
- 山梨県立中央病院 2床

長野県
- 長野県立信州医療センター 2床

岐阜県
- 岐阜赤十字病院 2床

静岡県
- 静岡市立静岡病院 2床

愛知県
- 名古屋第二赤十字病院 2床

### 近畿
三重県
- 伊勢赤十字病院 2床

滋賀県
- 市立大津市民病院 2床

京都府
- 京都府立医科大学附属病院 2床

大阪府
- りんくう総合医療センター 2床
- 大阪市立総合医療センター 1床
- 堺市立総合医療センター 1床

兵庫県
- 神戸市立医療センター中央市民病院 2床
- 兵庫県立加古川医療センター 2床

奈良県
- 奈良県立医科大学附属病院 2床

和歌山県
- 日本赤十字社和歌山医療センター 2床

### 中国
鳥取県
- 鳥取県立厚生病院	2床

島根県
- 松江赤十字病院	2床

岡山県
- 岡山大学病院	2床

広島県
- 広島大学病院	2床

山口県
- 山口県立総合医療センター	2床

### 四国
徳島県
- 徳島大学病院	2床

香川県
- 香川県立中央病院	2床

愛媛県
- 愛媛大学医学部附属病院	2床

高知県
- 高知医療センター	2床

### 九州
福岡県
- 国立病院機構福岡東医療センター	2床

佐賀県
- 佐賀県医療センター好生館	2床

長崎県
- 長崎大学病院	2床

熊本県
- 熊本市立熊本市民病院	2床

大分県
- 大分県立病院	2床

宮崎県
- 宮崎県立宮崎病院	1床

鹿児島県
- 鹿児島大学病院	1床

沖縄県
- 沖縄県立南部医療センター・こども医療センター	2床
- 琉球大学医学部附属病院 2床

## 資料
- “感染症指定医療機関の指定状況（平成31年4月1日現在）｜厚生労働省”. www.mhlw.go.jp. 2020年3月22日閲覧。